# Enrique Linde
Enrique Linde Cirujano (Málaga, España, 18 de septiembre de 1946) es un político y abogado español adscrito al Partido Socialista Obrero Español. Fue presidente de la Diputación Provincial de Málaga, de la autoridad portuaria y Parlamentario Andaluz por dicha provincia.

## Trayectoria política
Enrique Linde ingresó en la UGT y en el PSOE (1975). Fue el primer presidente de la Diputación de Málaga entre 1979 y 1982,cargo al que renunció para ser nombrado director general de Política Interior del Ministerio del Interior (1982-1984), gobernador civil de Granada.
En 1986, José Rodríguez de la Borbolla lo nombra consejero de Gobernación de la Junta de Andalucía, cargo que ocuparía hasta 1990. También ha sido secretario de Coordinación Institucional del PSOE de Andalucía y vicesecretario general de dicho partido en Málaga. Por último ha sido diputado en el Parlamento de Andalucía por la circunscripción electoral de Málaga (1982-1998)